# Elsa Hellmund
Elsa Hellmund (um 1875 – nach 1902) war eine russische Theaterschauspielerin an deutschen Bühnen.

## Leben
Sie begann ihre Bühnentätigkeit 1898 in Lodz, kam dann nach Göttingen und trat 1900 in den Verband des Schweriner Hoftheaters, wo sie am 15. Mai 1900 als Gretchen in „Faust“ erfolgreich debütierte.
Sie vertrat das Fach der ersten Liebhaberinnen, erfreute durch inniges, sympathisches Spiel, weiches, angenehmes Organ, hübsche Bühnenerscheinung und vornehme und ruhige Bewegungen.